# Carole Landis

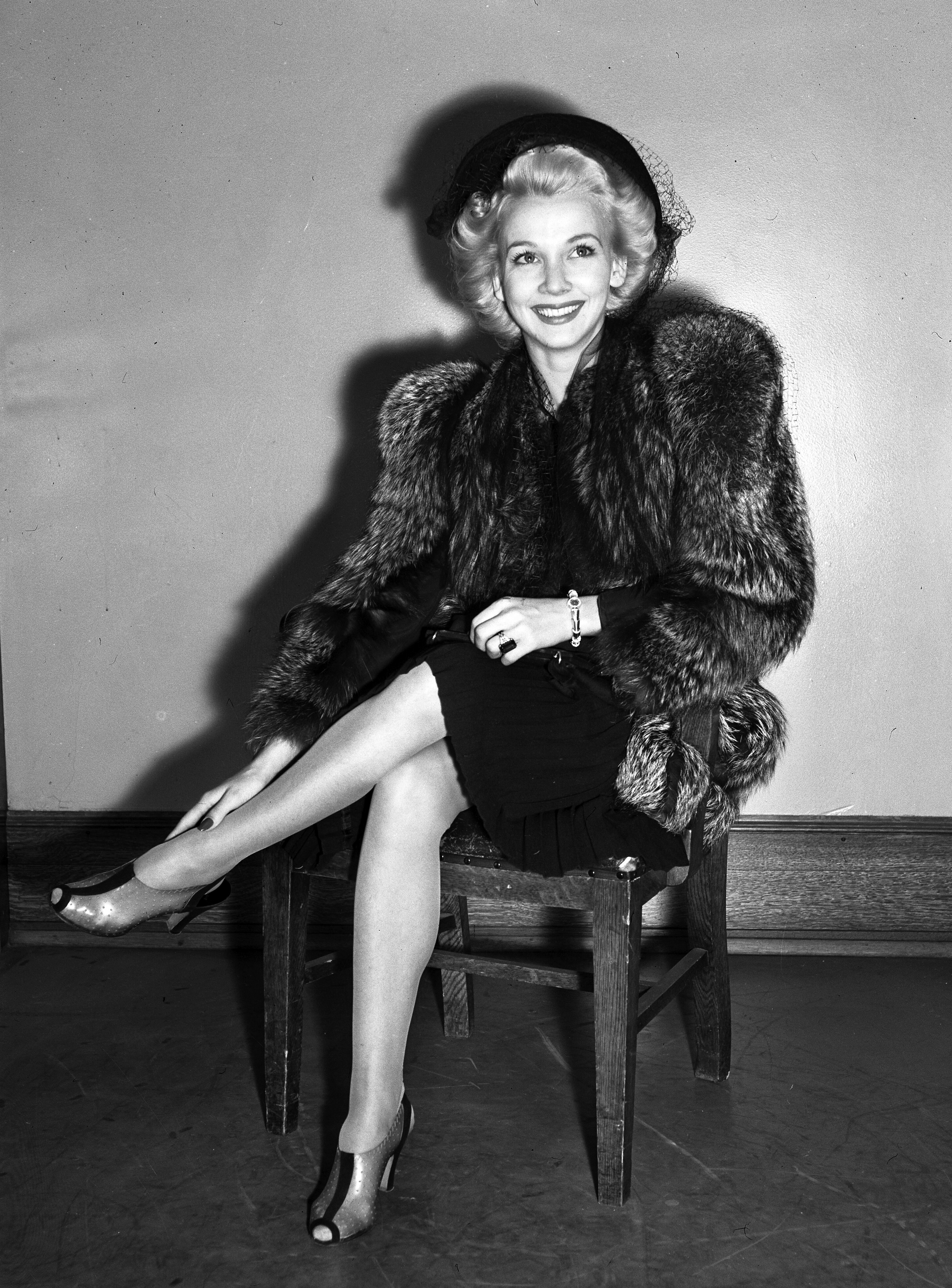
Carole Landis (1940)

Carole Landis (* 1. Januar 1919 in Fairchild, Wisconsin; † 5. Juli 1948 in Pacific Palisades, Kalifornien; gebürtig Frances Lillian Mary Ridste) war eine US-amerikanische Schauspielerin.

## Leben
Bereits mit zwölf Jahren stand sie auf der Bühne, als lolitahafte Mitbewerberin bei Schönheitswettbewerben. Nach kleineren Jobs ging sie 1934 nach San Francisco, wo sie in einem Nachtlokal als Sängerin und Hula-Tänzerin auftrat. Zwei Jahre später hatte Carole Landis Hollywood erreicht, wo sie 1936 ihr Filmdebüt gab.
Während des Krieges war sie im Truppenbetreuungsprogramm der USA aktiv, ihre Erfahrungen veröffentlichte sie unter dem Titel Four Jills in a Jeep. Zeitweilig war sie die Geliebte von Darryl F. Zanuck, dem Chef von 20th Century Fox, der ihre Karriere nach Kräften voranzutreiben versuchte.
Landis war fünfmal verheiratet:
- mit Jack Robbins (1934–1934; annulliert)
- mit Jack Robbins (1934–1939; Scheidung)
- mit Willis Hunt jr. (1940–1940; Scheidung)
- mit Thomas C. Wallace (1943–1945; Scheidung)
- mit W. Horace Schmidlapp (1945–1948)

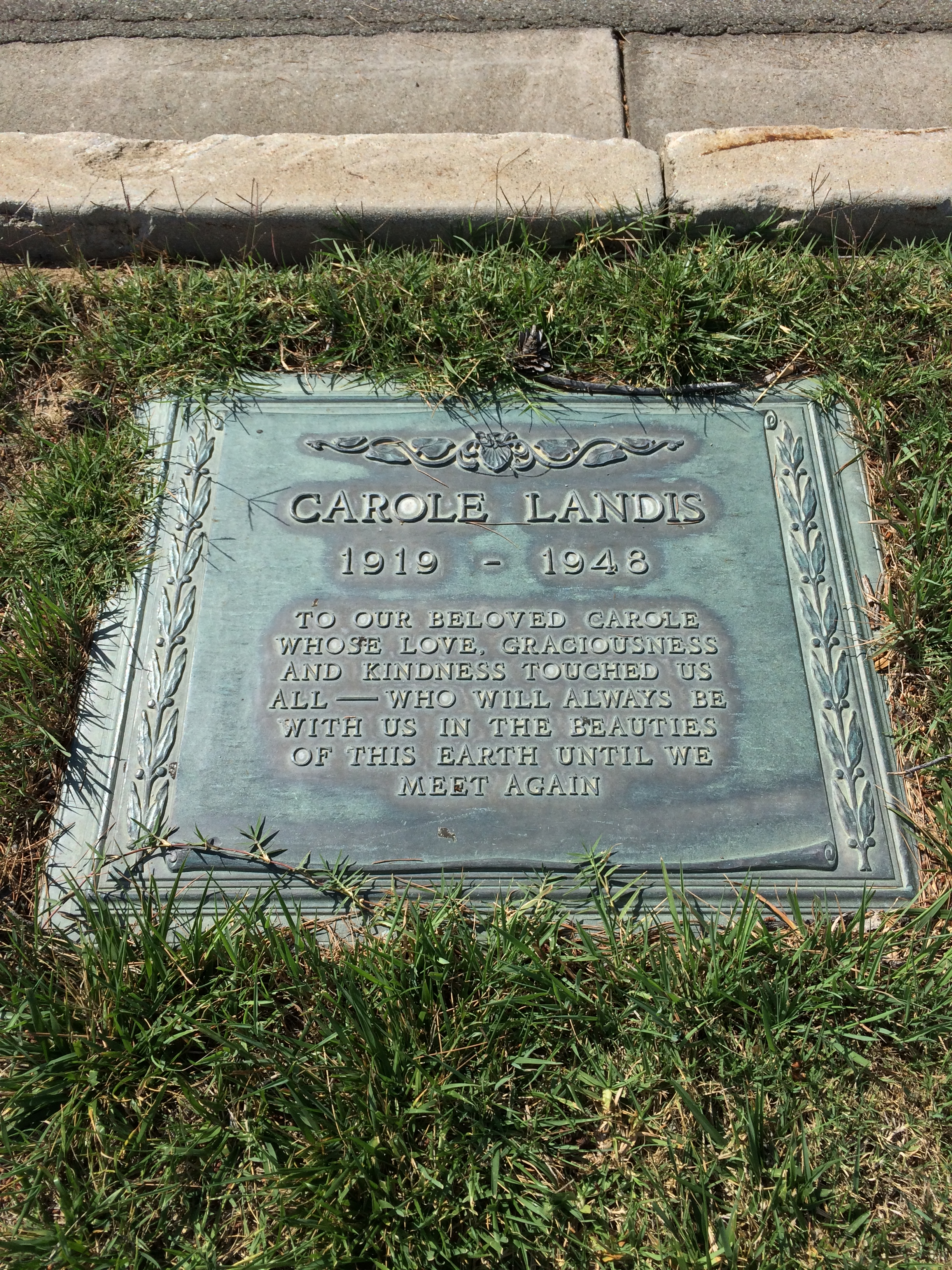
Landis’ Grab im Forest Lawn Memorial Park

Im Juli 1948, kurz nach ihrer Rückkehr aus England, wo sie zwei Filme gedreht hatte, sorgte Carole Landis für Schlagzeilen. Aus unglücklicher Liebe zu dem damals mit der Schauspielerin Lilli Palmer verheirateten Kollegen Rex Harrison, mit dem sie eine Affäre hatte, nahm sie sich im Alter von 29 Jahren mit Tabletten das Leben. Eine Quelle weist darauf hin, dass außerdem um diese Zeit ihr Vertrag mit 20th Century Fox ausgelaufen war. Sie wurde auf dem Forest Lawn Memorial Park in Glendale beerdigt.
Am 8. Februar 1960 wurde ihr ein Stern auf dem Hollywood Walk of Fame verliehen, Höhe 1765 Vine Street.

## Filmografie (Auswahl)
- 1937: Die Marx Brothers: Ein Tag beim Rennen (A Day at the Races)
- 1937: Ein Stern geht auf (A Star Is Born)
- 1938: Robin Hood, König der Vagabunden (The Adventures of Robin Hood, nicht im Abspann)
- 1938: Liebe zu viert (Four’s A Crowd)
- 1939: Tumak, der Herr des Urwalds (One Million B.C.)
- 1939: Die Dame ist der Gatte (Turnabout)
- 1940: Allotria in Florida (Moon Over Miami)
- 1940: Mystery Sea Raider
- 1941: Topper 2 – Das Gespensterschloß (Topper Returns)
- 1941: Dance Hall
- 1941: I Wake Up Screaming
- 1942: Die Königin vom Broadway (My Gal Sal)
- 1942: Orchestra Wives
- 1943: Wintertime
- 1944: Four Jills in a Jeep
- 1944: Secret Command
- 1945: Having Wonderful Crime
- 1946: Behind Green Lights
- 1946: Ein eleganter Gauner (A Scandal in Paris)
- 1948: Die seidene Schlinge (Noose)
- 1948: The Brass Monkey